# Chính sách thị thực của Việt Nam

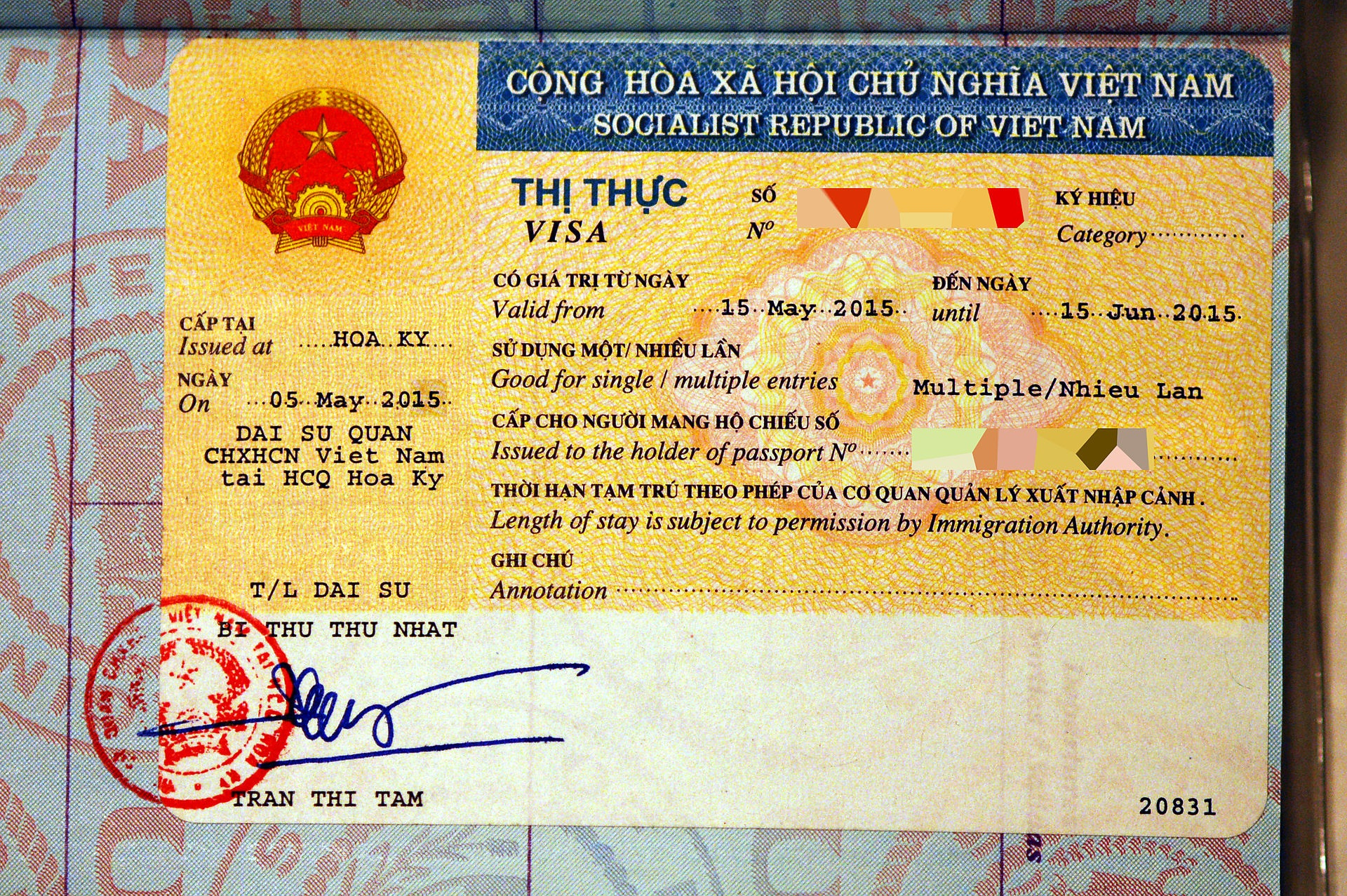
Một tấm thị thực Việt Nam cho phép nhập cảnh nhiều lần dán trên hộ chiếu Hoa Kỳ

Thị thực Việt Nam là loại giấy tờ do cơ quan có thẩm quyền của Việt Nam cấp, cho phép người nước ngoài nhập cảnh Việt Nam. Công dân Việt Nam mang hộ chiếu Việt Nam không cần thị thực để ra vào lãnh thổ Việt Nam. Công dân nước ngoài đến Việt Nam phải có thị thực hợp lệ được cấp bởi một trong các cơ quan đại diện ngoại giao của Việt Nam hoặc Cục quản lý xuất nhập cảnh trừ khi họ đến từ một trong những nước được miễn thị thực. Chính sách thị thực của Việt Nam do Chính phủ quy định dựa trên Luật nhập cảnh, xuất cảnh, quá cảnh, cư trú của người nước ngoài tại Việt Nam do Quốc hội ban hành. Việt Nam dừng cấp thị thực cho người nước ngoài nhập cảnh Việt Nam trong khoảng thời gian 30 ngày bắt đầu từ 00 giờ ngày 18 tháng 3 năm 2020.

## Lịch sử
Nghị định số 390/TTg ngày 27 tháng 10 năm 1959 quy định việc thị thực hộ chiếu, do Thủ tướng Phạm Văn Đồng ký là văn bản pháp lý đầu tiên quy định về thị thực Việt Nam. Trong đó điều 1 quy định:
| “ | Công dân Việt Nam hay người ngoại quốc ra vào nước Việt Nam dân chủ cộng hoà phải mang theo hộ chiếu có thị thực của cơ quan có thẩm quyền của nước Việt Nam dân chủ cộng hoà và phải xuất trình hộ chiếu có thị thực cho Đồn công an ở địa điểm cuối cùng lúc ra hay địa điểm đầu tiên lúc vào. | ” |

Tức là cả công dân Việt Nam và người nước ngoài khi xuất cảnh hay nhập cảnh Việt Nam ngoài hộ chiếu, còn phải có thị thực. Một người muốn ra khỏi lãnh thổ Việt Nam phải có thị thực xuất cảnh. Thị thực xuất cảnh là một thủ tục hành chính đặt ra nhằm hạn chế công dân một nước được đi ra nước ngoài tự do. Đây là biện pháp trong quá khứ được nhiều nước, đặc biệt là các nước Xã hội chủ nghĩa áp dụng để kiểm soát công dân và vấn đề di cư. Hiện nay, chỉ còn một số rất ít nước trên thế giới vẫn sử dụng thị thực xuất cảnh (ví dụ như: Ả Rập Xê-út). Vì vậy, trước thời kì Đổi mới, việc đi ra nước ngoài của công dân Việt Nam rất hạn chế và bị kiểm soát chặt chẽ. Những người Việt Nam được cấp hộ chiếu và thị thực xuất/nhập cảnh chủ yếu là đi làm việc công, có quyết định cử đi của cơ quan ban ngành.
Năm 1988, Thủ tướng Võ Văn Kiệt ban hành Quyết định của chủ tịch hội đồng bộ trưởng số 48/CT ngày 26-2-1988 về việc cho phép công dân Việt Nam xuất cảnh có thời hạn để giải quyết việc riêng. Quyết định này nới lỏng các quy định về xuất cảnh "để đáp ứng nguyện vọng chính đáng của nhân dân ta về việc xin xuất cảnh có thời hạn để giải quyết việc riêng".
Năm 1993, Chính phủ ban hành Nghị định Số 48-CP Về hộ chiếu và thị thực, lần đầu tiên quy định thống nhất về các loại hộ chiếu và thị thực. Trong đó chính thức bỏ thị thực nhập cảnh cho người mang hộ chiếu Việt Nam, tại khoản 3 điều 10:
| “ | Những công dân Việt Nam (trừ công dân Việt Nam định cư ở nước ngoài) mang hộ chiếu ngoại giao, hộ chiếu công vụ, hộ chiếu phổ thông được miễn thị thực nhập cảnh Việt Nam. | ” |

Đến tận năm 1997, Thủ tướng Phan Văn Khải mới chính thức bỏ quy định về thị thực xuất cảnh cho công dân Việt Nam bằng việc ban hành Quyết định số 957/1997/QĐ-TTg của Thủ tướng chính phủ Về việc cải tiến một số thủ tục về xuất cảnh và giải quyết vấn đề người Việt Nam đã xuất cảnh nhưng không về nước đúng hạn, tại khoản 2 điều 1:
| “ | Công dân Việt Nam đã có hộ chiếu hợp lệ khi ra nước ngoài được miễn thị thực xuất cảnh và được qua lại các cửa khẩu quốc tế của Việt Nam. | ” |

Đối với người nước ngoài, đến năm 2000, Quốc hội mới bỏ thị thực xuất cảnh bằng cách gọi chung các loại thị thực (xuất cảnh, nhập cảnh, xuất - nhập cảnh, nhập - xuất cảnh) thành thị thực (có giá trị nhập cảnh, xuất cảnh) trong Pháp lệnh Số 24/2000/PL-UBTVQH10 về Nhập cảnh, xuất cảnh, cư trú của người nước ngoài tại Việt Nam của Uỷ ban Thường vụ Quốc hội.
Năm 2014, Quốc hội Việt Nam ban hành Luật Nhập cảnh, xuất cảnh, quá cảnh, cư trú của người nước ngoài tại Việt Nam (Số: 47/2014/QH13) là văn bản pháp luật cao nhất quy định chi tiết toàn bộ các hoạt động nhập cảnh, xuất cảnh, quá cảnh, cư trú của người nước ngoài tại Việt Nam.

## Các loại thị thực
Từ 1/1/2015 có các loại thị thực ký hiệu như sau:
| - 1-6. Cấp cho người làm việc với các cơ quan nhà nước - NG1, NG2 - Khách mời của Đảng và Nhà nước - NG3, NG4 - Nhân viên ngoại giao, gia đình và người giúp việc đi cùng - LV1, LV2 - Khách làm việc với các cơ quan ban ngành Thời hạn không quá 12 tháng - 7. ĐT - Cấp cho nhà đầu tư nước ngoài tại Việt Nam và luật sư nước ngoài hành nghề tại Việt Nam. Thời hạn không quá 5 năm - 8. DN - Cấp cho người vào làm việc với doanh nghiệp tại Việt Nam. Thời hạn không quá 12 tháng - 9-11. NN1, NN2, NN3 - Cấp cho người làm việc cho và làm việc với đại diện, dự án của tổ chức quốc tế, tổ chức phi chính phủ nước ngoài tại Việt Nam. Thời hạn không quá 12 tháng - 12. DH - Cấp cho người vào thực tập, học tập. Thời hạn không quá 12 tháng - 13. HN - Cấp cho người vào dự hội nghị, hội thảo. Thời hạn không quá 12 tháng - 14-15. PV1,PV2 - Cấp cho phóng viên, báo chí thường trú tại Việt Nam dài hạn và ngắn hạn. Thời hạn không quá 12 tháng - 16. LĐ - Cấp cho người vào lao động. Thời hạn không quá 2 năm - 17. DL - Cấp cho người vào du lịch. Thời hạn không quá 3 tháng | - 18. TT - Cấp cho người nước ngoài là vợ, chồng, con dưới 18 tuổi của người nước ngoài được cấp thị thực ký hiệu LV1, LV2, ĐT, NN1, NN2, DH, PV1, LĐ hoặc người nước ngoài là cha, mẹ, vợ, chồng, con của công dân Việt Nam. Thời hạn không quá 12 tháng - 19. VR - Cấp cho người vào thăm người thân hoặc với mục đích khác. Thời hạn không quá 6 tháng - 20. SQ - Cấp cho các trường hợp sau: - Người có quan hệ công tác với cơ quan có thẩm quyền cấp thị thực Việt Nam ở nước ngoài và vợ, chồng, con của họ hoặc người có văn bản đề nghị của cơ quan có thẩm quyền Bộ Ngoại giao nước sở tại; - Người có công hàm bảo lãnh của cơ quan đại diện ngoại giao, cơ quan lãnh sự các nước đặt tại nước sở tại. Thời hạn không quá 30 ngày |

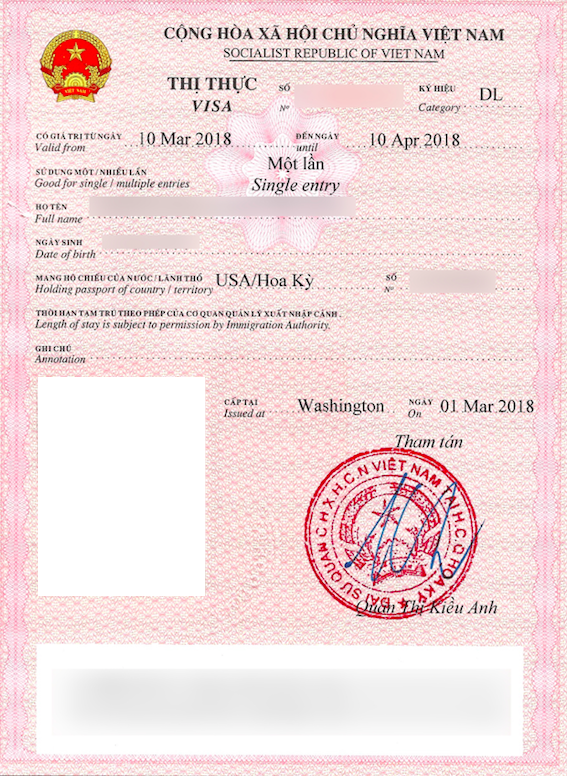
Thị thực du lịch loại rời, cấp cho công dân Trung Quốc dùng hộ chiếu điện tử (có in bản đồ đường chín đoạn)

Riêng công dân Hoa Kỳ không phân biệt loại hộ chiếu và mục đích nhập cảnh được cấp thị thực có thời hạn 1 năm, nhập cảnh nhiều lần. Thời hạn tạm trú mỗi lần được xác định dựa trên mục đích nhập cảnh. Phía Mỹ cho rằng chính sách cấp thị thực với thời hạn 3 tháng của Việt Nam gây khó khăn, phiền toái cho việc xin thị thực nhập cảnh Việt Nam của công dân Hoa Kỳ. Họ cho rằng quy định như vậy không tương xứng với chính sách của Hoa Kỳ dành cho Việt Nam (Mỹ cấp cho công dân Việt Nam mọi loại thị thực với thời hạn 1 năm) nên gây sức ép để Chính phủ Việt Nam phải trình Quốc hội thông qua quy chế đặc biệt về thời hạn thị thực cho công dân của họ.

## Miễn thị thực
Việt Nam cho phép công dân 24 quốc gia nhập cảnh Việt Nam không cần visa với khoảng thời gian khác nhau, phần lớn các quốc gia này là thành viên của ASEAN.
Công dân các quốc gia sau không cần visa nhập cảnh Việt Nam (thời gian cho phép tạm trú ở Việt Nam nằm trong dấu ngoặc đơn, có ghi chú thêm những điều kiện bổ sung):
| - Belarus *(15) [1] - Brunei (14) - Campuchia (30) - Chile (90) - Đan Mạch*(15) - Đức *(15) [2] - Hàn Quốc* (15) - Indonesia (30) - Kyrgyzstan (30) - Lào (30) - Malaysia (30) - Myanmar (14) | - Na Uy * (15) - Nga * (15) - Nhật Bản * (15) - Pháp *(15) [2] - Phần Lan* (15) - Philippines (21) - Singapore (30) - Tây Ban Nha *(15) [2] - Thụy Điển* (15) - Thái Lan (30) - Vương quốc Anh*(15) [2] - Ý *(15) [2] |  |

* - Yêu cầu có hộ chiếu phải còn hạn ít nhất 6 tháng tính từ ngày nhập cảnh Việt Nam. Mỗi lần nhập cảnh phải cách ngày xuất cảnh khỏi Việt Nam lần trước ít nhất là 30 ngày và yêu cầu xuất trình một bản in giấy (bản điện tử trên máy tính/ màn hình điện thoại di động không được chấp nhận) của vé phương tiện đi đến một nước thứ ba.
[1] - Thời hạn áp dụng: Từ ngày 01/07/2015 đến hết 30/6/2020.
[2] - Thời hạn áp dụng: Từ ngày 01/07/2016 đến hết 30/6/2017.
Công dân các nước Cộng hòa nhân dân Trung Hoa, Cộng hòa dân chủ nhân dân Triều Tiên và Cuba mang hộ chiếu phổ thông có đóng dấu "đi công vụ" được miễn thị thực nhập cảnh Việt Nam.

## Giấy miễn thị thực

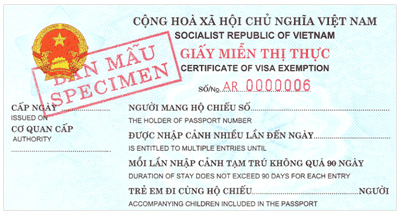
Bản mẫu giấy miễn thị thực loại dán trong hộ chiếu (trong ảnh là mẫu cũ cho tạm trú 3 tháng, hiện nay được phép tạm trú 6 tháng)

Người Việt Nam định cư ở nước ngoài và người nước ngoài là vợ, chồng, con của người Việt Nam mang hộ chiếu nước ngoài có dán giấy miễn thị thực thì được miễn thị thực. Mỗi lần nhập cảnh được phép tạm trú 6 tháng. Giấy miễn thị thực có thời hạn tối đã 5 năm và ngắn hơn thời hạn của hộ chiếu ít nhất 6 tháng.
Giấy miễn thị thực được cấp vào hộ chiếu; các trường hợp sau đây được cấp rời:
- Hộ chiếu đã hết trang cấp thị thực;
- Hộ chiếu của nước chưa có quan hệ ngoại giao với Việt Nam;
- Giấy tờ có giá trị đi lại quốc tế (không phải hộ chiếu);
- Theo đề nghị của người được cấp giấy miễn thị thực;
- Vì lý do ngoại giao, quốc phòng, an ninh.

Giấy miễn thị thực được cấp riêng cho từng người. Trẻ em có chung hộ chiếu với cha hoặc mẹ được cấp giấy miễn thị thực chung với cha hoặc mẹ.
Hồ sơ đề nghị cấp giấy miễn thị thực gồm:
1. Hộ chiếu nước ngoài
2. Tờ khai đề nghị cấp, cấp lại giấy miễn thị thực kèm theo 2 ảnh (1 ảnh dán trong tờ khai).
3. Giấy tờ chứng minh thuộc diện cấp giấy miễn thị thực (nộp bản sao được chứng thực từ bản chính hoặc kèm theo bản chính để đối chiếu) là một trong các giấy tờ sau đây:
- Giấy khai sinh (kể cả bản sao), quyết định cho thôi quốc tịch Việt Nam hoặc giấy xác nhận mất quốc tịch Việt Nam, giấy tờ khác có ghi quốc tịch Việt Nam hoặc có giá trị chứng minh quốc tịch Việt Nam trước đây của người đó ví dụ như:
  - Giấy chứng nhận có quốc tịch Việt Nam;
  - Hộ chiếu Việt Nam (còn hoặc đã hết giá trị);
  - Giấy chứng minh nhân dân (còn hoặc đã hết giá trị);
  - Thẻ cử tri mới nhất;
  - Sổ hộ khẩu;
  - Sổ thông hành cấp trước 1975;
  - Thẻ căn cước cấp trước 1975
  - Tờ trích lục Bộ giấy khai sanh cấp trước 1975;
- Người nước ngoài nộp giấy tờ chứng minh là vợ, chồng, con của công dân Việt Nam hoặc của người Việt Nam định cư ở nước ngoài (bằng tiếng Anh hoặc tiếng Việt) ví dụ như:
  - Giấy đăng ký kết hôn;
  - Giấy khai sinh;
  - Giấy xác nhận quan hệ cha, mẹ, con;
  - Quyết định nuôi con nuôi
- Trường hợp không có giấy tờ chứng minh là người Việt Nam định cư ở nước ngoài thì cơ quan có thẩm quyền cấp thị thực của Việt Nam ở nước ngoài căn cứ vào giá trị giấy tờ của người đề nghị trong đó có ghi đương sự là người gốc Việt ví dụ như:
  - Giấy tờ do cơ quan có thẩm quyền của nước ngoài cấp nếu trong đó có ghi người được cấp giấy tờ đó có quốc tịch gốc hoặc gốc Việt Nam.
  - Giấy bảo lãnh của Hội đoàn của người Việt Nam ở nước ngoài ở nước đương sự cư trú (theo mẫu quy định);
  - Giấy bảo lãnh của công dân Việt Nam (theo mẫu quy định).
  - (Hai loại Giấy bảo lãnh nói trên không cần phải có thủ tục xác nhận hoặc chứng thực thêm).

Phí cấp giấy miễn thị thực hiện nay là 10 USD. Người nộp hồ sơ có thể khai đơn trực tuyến trên mạng tại trang mienthithucvk.mofa.gov.vn.

## Thị thực điện tử
Trước sức ép của dư luận, nhu cầu của du khách và các thông tin về tiêu cực trong thu phí của các cơ quan cấp thị thực, đồng thời đáp ứng đề nghị cấp thiết của các công ty lữ hành, Bộ Văn hóa, Thể thao và Du lịch đã kiến nghị để Chính phủ trình Quốc hội cho phép thí điểm việc cấp thị thực điện tử cho người nước ngoài. Quốc hội phải ra nghị quyết vì Luật xuất nhập cảnh năm 2013 không có quy định về thị thực điện tử. Việt Nam chính thức bắt đầu sử dụng hệ thống thị thực điện tử từ ngày 1/2/2017 cho đến ngày 1/2/2019.
Người xin cấp thị thực điện tử đăng ký tại Cổng thông tin điện tử về xuất nhập cảnh Việt Nam (https://evisa.xuatnhapcanh.gov.vn). Thị thực điện tử có giá 25 USD và được cấp cho nhập cảnh một lần lên đến 30 ngày. Bắt đầu từ ngày 15/08/2023, Thị thực điện tử được cấp cho công dân tất cả các nước, vùng lãnh thổ và được cấp cho nhập cảnh một hoặc nhiều lần lên đến 90 ngày. 
Danh sách các cửa khẩu quốc tế cho phép người nước ngoài nhập cảnh, xuất cảnh bằng thị thực điện tử bao gồm:
Danh sách cửa khẩu đường hàng không
1- Cửa khẩu Cảng hàng không Nội Bài;
2- Cửa khẩu Cảng hàng không Tân Sơn Nhất;
3- Cửa khẩu Cảng hàng không Cam Ranh;
4- Cửa khẩu Cảng hàng không Đà Nẵng;
5- Cửa khẩu Cảng hàng không Cát Bi;
6- Cửa khẩu Cảng hàng không Cần Thơ;
7- Cửa khẩu Cảng hàng không Phú Quốc;
8- Cửa khẩu Cảng hàng không Phú Bài;
9- Cửa khẩu Cảng hàng không Vân Đồn;
10- Cửa khẩu Cảng hàng không Thọ Xuân;
11- Cửa khẩu Cảng hàng không Đồng Hới.
12 - Cửa khẩu Cảng hàng không Phù Cát;
13 - Cửa khẩu Cảng hàng không Liên Khương.
Danh sách cửa khẩu đường bộ
1- Cửa khẩu quốc tế Tây Trang, tỉnh Điện Biên;
2- Cửa khẩu quốc tế Móng Cái, tỉnh Quảng Ninh;
3- Cửa khẩu quốc tế Hữu Nghị, tỉnh Lạng Sơn;
4- Cửa khẩu quốc tế Lào Cai, tỉnh Lào Cai;
5- Cửa khẩu quốc tế Na Mèo, tỉnh Thanh Hóa;
6- Cửa khẩu quốc tế Nậm Cắn, tỉnh Nghệ An;
7- Cửa khẩu quốc tế Cầu Treo, tỉnh Hà Tĩnh;
8- Cửa khẩu quốc tế Cha Lo, tỉnh Quảng Bình;
9- Cửa khẩu quốc tế La Lay, tỉnh Quảng Trị;
10- Cửa khẩu quốc tế Lao Bảo, tỉnh Quảng Trị;
11- Cửa khẩu quốc tế Bờ Y, tỉnh Kon Tum;
12- Cửa khẩu quốc tế Mộc Bài, tỉnh Tây Ninh;
13- Cửa khẩu quốc tế Xa Mát, tỉnh Tây Ninh;
14- Cửa khẩu quốc tế Tịnh Biên, tỉnh An Giang;
15- Cửa khẩu quốc tế đường bộ và đường sông Vĩnh Xương, tỉnh An Giang.
16- Cửa khẩu quốc tế Hà Tiên, tỉnh Kiên Giang.
Danh sách cửa khẩu đường biển
1- Cửa khẩu Cảng Hòn Gai, tỉnh Quảng Ninh;
2- Cửa khẩu Cảng Cẩm Phả, tỉnh Quảng Ninh;
3- Cửa khẩu Cảng Hải Phòng, thành phố Hải Phòng.
4- Cửa khẩu Cảng Nghi Sơn, tỉnh Thanh Hóa;
5- Cửa khẩu Cảng Vũng Áng, tỉnh Hà Tĩnh;
6- Cửa khẩu Cảng Chân Mây, tỉnh Thừa Thiên Huế;
7- Cửa khẩu Cảng Đà Nẵng, thành phố Đà Nẵng;
8- Cửa khẩu Cảng Nha Trang, tỉnh Khánh Hòa;
9- Cửa khẩu Cảng Quy Nhơn, tỉnh Bình Định;
10- Cửa khẩu Cảng Dung Quất, tỉnh Quảng Ngãi;
11- Cửa khẩu Cảng Vũng Tàu, tỉnh Bà Rịa - Vũng Tàu;
12- Cửa khẩu Cảng Thành phố Hồ Chí Minh, Thành phố Hồ Chí Minh;
13- Cửa khẩu Cảng Dương Đông, tỉnh Kiên Giang.

## Đảo Phú Quốc
Người nước ngoài, người Việt Nam mang hộ chiếu nước ngoài nhập cảnh, xuất cảnh, cư trú tại đảo Phú Quốc được miễn thị thực với thời gian tạm trú không quá 30 ngày. Trường hợp người nước ngoài vào một cửa khẩu quốc tế của Việt Nam (kể cả đường hàng không và đường biển), lưu lại khu vực quá cảnh ở cửa khẩu đó, rồi chuyển tiếp đi đảo Phú Quốc cũng được miễn thị thực.

## Quá cảnh
Hành khách của bất cứ quốc gia nào có thể quá cảnh ở Việt Nam qua đường hàng không mà không cần thị thực ít hơn 24 giờ nếu không có ý định rời khu vực quá cảnh.

## Thẻ đi lại doanh nhân APEC
Người giữ hộ chiếu được cấp bởi các quốc gia sau mà sở hữu thẻ đi lại doanh nhân APEC (ABTC) có mã "VNM" ở phía sau có thể đi công tác ở Việt Nam không cần thị thực lên đến 60 ngày.
ABTC được cấp cho công dân của các quốc gia:
| - Brunei - Chile - Hàn Quốc - Hồng Kông - Indonesia - Malaysia - Mexico - New Zealand - Nga | - Nhật Bản - Papua New Guinea - Peru - Philippines - Singapore - Đài Loan - Thái Lan - Trung Quốc - Úc |  |

## Con dấu xuất nhập cảnh của Việt Nam

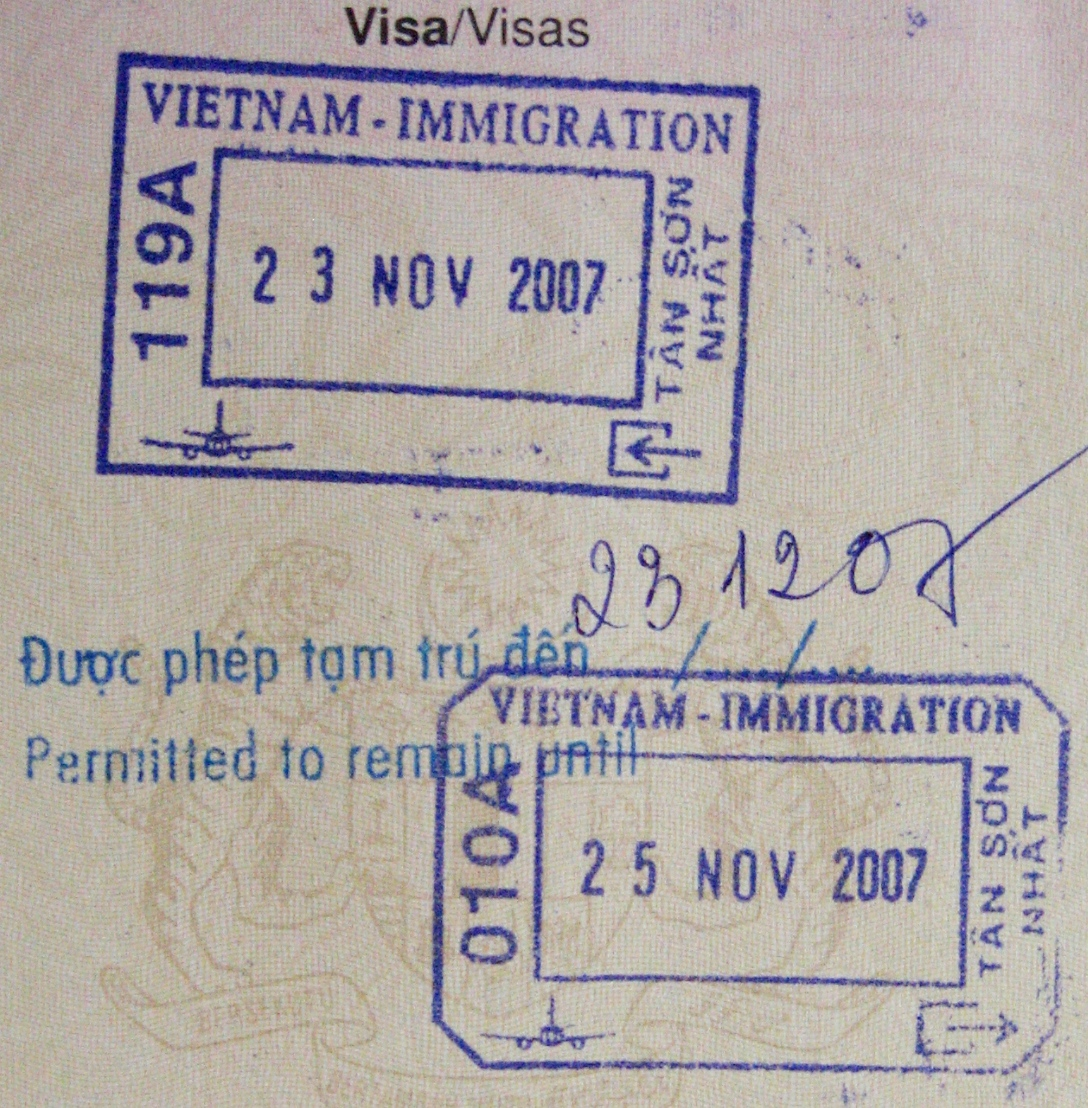
Hai con dấu xuất, nhập cảnh và chứng nhận tạm trú cấp tại Sân bay quốc tế Tân Sơn Nhất trên hộ chiếu Malaysia

Con dấu xuất nhập cảnh do Công an xuất nhập cảnh hoặc Bộ đội biên phòng ở cửa khẩu quốc tế đóng lên hộ chiếu của người xuất nhập cảnh nhằm mục đích xác định ngày nhập cảnh vào biên giới và ngày xuất cảnh khỏi biên giới Việt Nam của một người. Với những người mang hộ chiếu nước ngoài, nếu đi theo diện miễn thị thực thì còn có thêm một con dấu có dòng chữ Được phép tạm trú đến.../.../... (Permitted to remain until), với ngày tháng năm viết tay bằng bút mực, con dấu này gọi là chứng nhận tạm trú, phải có nó thì người nước ngoài mới đủ điều kiện để xuất cảnh.
Có bốn mẫu con dấu cho bốn hình thức đi qua cửa khẩu: đường hàng không, đường sắt, đường bộ và đường thủy/đường biển. Các con dấu xuất nhập cảnh hiện nay đã được thống nhất về mặt hình thức, phía trên có dòng chữ VIETNAM - IMMIGRATION, ở giữa là ngày (bằng số), tháng (bằng chữ viết tắt tiếng Anh), năm (bằng số). 
- Con dấu nhập cảnh hình chữ nhật, bên trái có số hiệu của Nhân viên xuất nhập cảnh và hình vẽ phương tiện vận tải (máy bay, tàu hỏa, xe hơi, tàu thủy), bên phải có tên cửa khẩu bằng tiếng Việt, một hình chữ nhật nhỏ với mũi tên chỉ vào trong báo hiệu nhập cảnh.
- Con dấu xuất cảnh hình chữ nhật bị cắt bốn góc, bên trái có số hiệu của Nhân viên xuất nhập cảnh và hình vẽ phương tiện vận tải (máy bay, tàu hỏa, xe hơi, tàu thủy), bên phải có tên cửa khẩu bằng tiếng Việt, một hình chữ nhật nhỏ với mũi tên chỉ ra ngoài báo hiệu xuất cảnh.

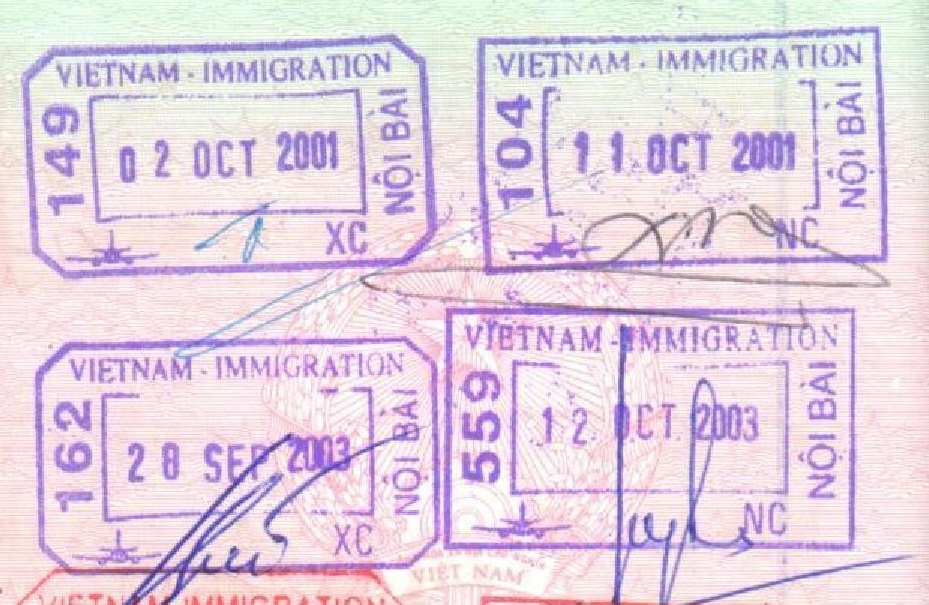
Mẫu con dấu cũ (2001-2004) tại sân bay (Nội Bài) có chữ XC, NC thay vì hình mũi tên
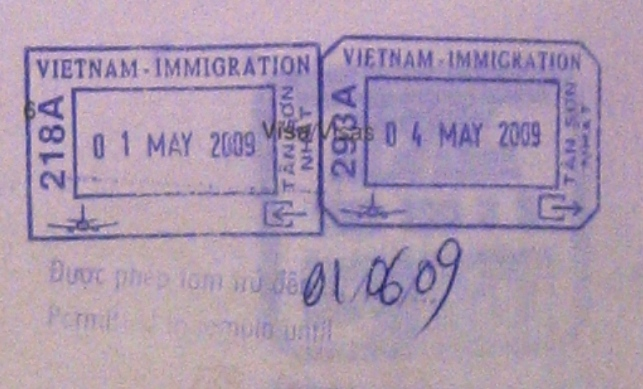
Mẫu con dấu cũ (2005-2017) tại sân bay (Tân Sơn Nhất)
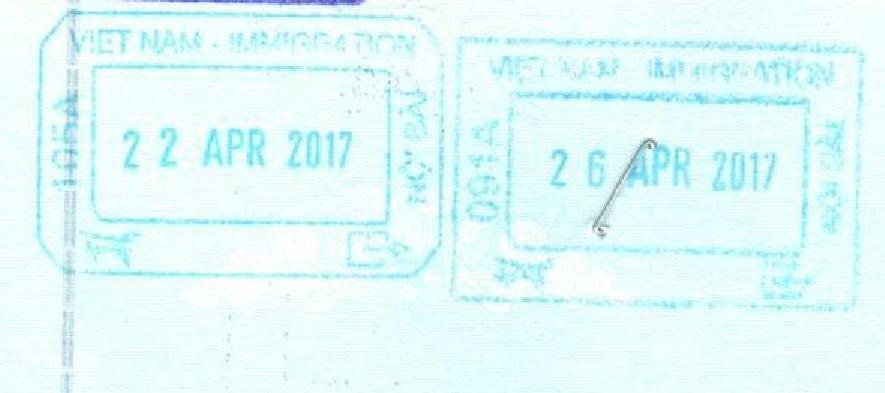
Mẫu con dấu hiện hành tại sân bay (Nội Bài) có màu xanh thay vì màu tím
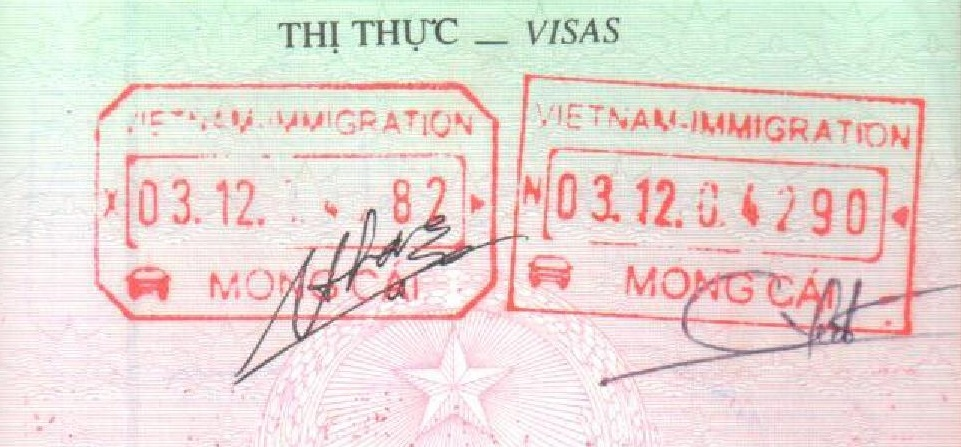
Mẫu con dấu cũ tại cửa khẩu đường bộ (Móng Cái)
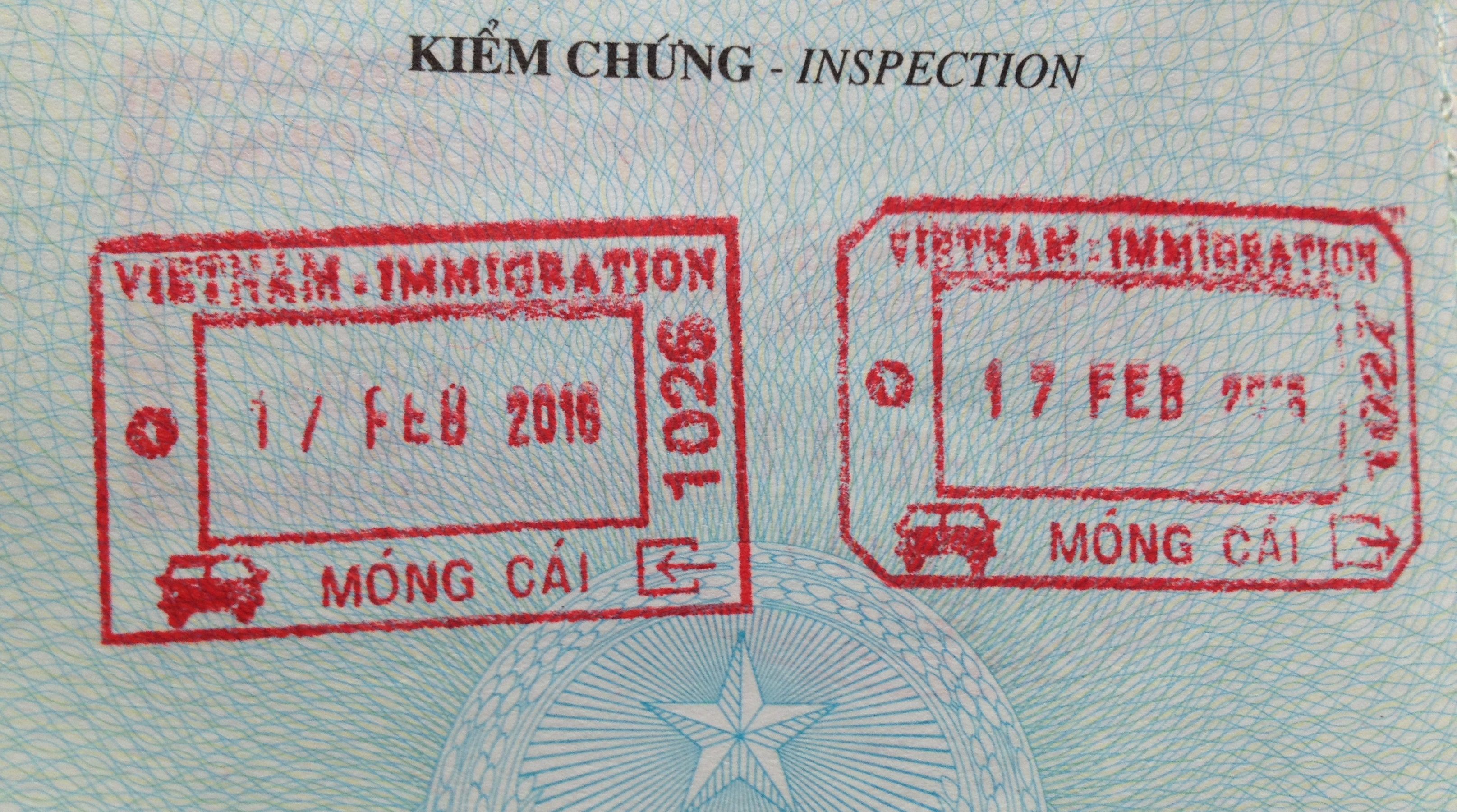
Mẫu con dấu hiện hành tại cửa khẩu đường bộ (Móng Cái)
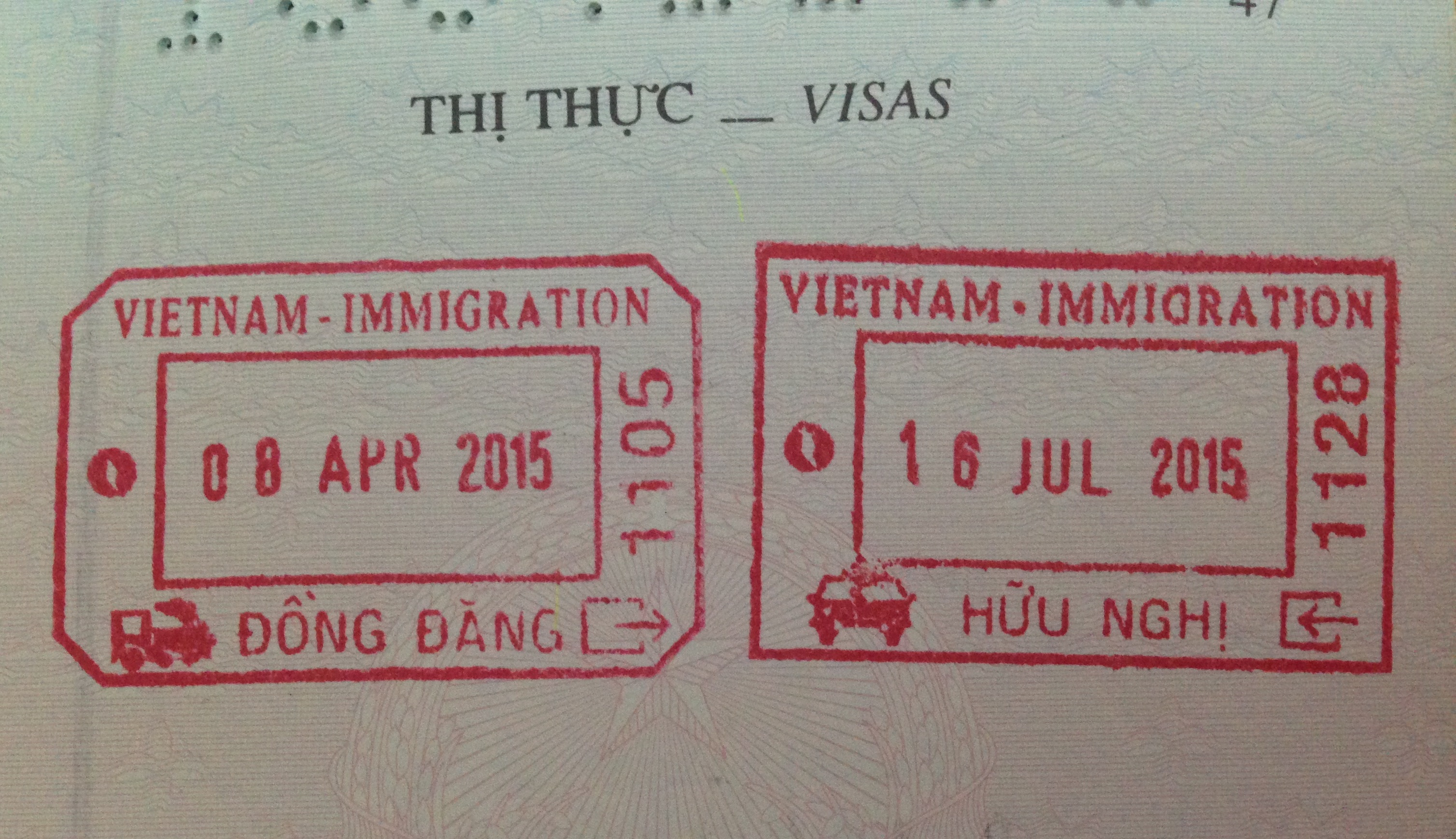
Mẫu con dấu hiện hành tại cửa khẩu đường sắt (Đồng Đăng) và đường bộ (Hữu Nghị)

## Thống kê
Hầu hết du khách đến Việt Nam đến từ một trong các quốc gia sau:
| Thứ hạng | Quốc gia                             | 2017       | 2016       | 2015      | 2014      | 2013      | 2012      | 2011      |
| -------- | ------------------------------------ | ---------- | ---------- | --------- | --------- | --------- | --------- | --------- |
| 1        | Trung Quốc (không bao gồm Hồng Kông) | 4.008.253  | 2.696.848  | 1.780.918 | 1.947.236 | 1.907.794 | 1.428.693 | 1.416.804 |
| 2        | Hàn Quốc                             | 2.415.245  | 1.543.883  | 1.112.978 | 847.958   | 748.727   | 700.917   | 536.408   |
| 3        | Nhật Bản                             | 798.119    | 740.592    | 671.379   | 647.956   | 604.050   | 576.386   | 481.519   |
| 4        | Đài Loan                             | 616.232    | 507.301    | 438.704   | 388.998   | 398.990   | 409.385   | 361.051   |
| 5        | Hoa Kỳ                               | 614.117    | 552.644    | 491.249   | 443.776   | 432.228   | 443.826   | 439.872   |
| 6        | Nga                                  | 574.164    | 433.987    | 338.843   | 364.873   | 298.126   | 174.287   | 101.600   |
| 7        | Malaysia                             | 480.456    | 407.574    | 346.584   | 332.994   | 339.510   | 299.041   | 233.132   |
| 8        | Úc                                   | 370.438    | 320.678    | 303.721   | 321.089   | 319.636   | 289.844   | 289.762   |
| 9        | Thái Lan                             | 301.587    | 266.984    | 214.645   | 246.874   | 268.968   | 225.866   | 181.820   |
| 10       | Vương quốc Anh                       | 283.537    | 254.841    | 212.798   | 202.256   | 184.663   | 170.346   | 156.300   |
| 11       | Singapore                            | 277.658    | 257.041    | 236.547   | 202.436   | 195.760   | 196.225   | 172.500   |
| 12       | Pháp                                 | 255.369    | 240.808    | 211.636   | 213.745   | 209.946   | 219.721   | 211,444   |
| 13       | Campuchia                            | 222.614    | 211.949    | 227.074   | 404.159   | 342.347   | 331.939   | 423.440   |
| 14       | Đức                                  | 199.872    | 176.015    | 149.079   | 142.345   | 97.673    | 106.068   | 45.000    |
| 15       | Lào                                  | 141.588    | 137.004    | 113.992   | 136.636   | 122.873   | 150.678   | 118.500   |
| 16       | Canada                               | 138.242    | 122.929    | 105,670   | 104.291   | 104.973   | 113.563   | TBA       |
| 17       | Philippines                          | 133.543    | 110.967    | 99.757    | 103.403   | 100.501   | 99.192    | TBA       |
| 18       | Indonesia                            | 81.065     | 69.653     | 62.240    | 68.628    | 70.390    | 60.857    | TBA       |
| 19       | Hà Lan                               | 72.277     | 64.712     | 52.967    | 49.120    | 47.413    | 45.862    | TBA       |
| 20       | Tây Ban Nha                          | 69.528     | 57.957     | 44.932    | 40.716    | 33.183    | 31.305    | TBA       |
| 21       | Ý                                    | 58.041     | 51.265     | 40.291    | 36.427    | 32.143    | 31.337    | TBA       |
| 22       | New Zealand                          | 49.115     | 42.588     | 31.960    | 33.120    | 30.957    | 26.621    | TBA       |
| 23       | Hồng Kông                            | 47.721     | 34.613     | TBA       | 14.601    | 10.232    | 13.383    | TBA       |
| 24       | Thụy Điển                            | 44.045     | 37.679     | 32.025    | 32.466    | 31.493    | 35.735    | TBA       |
| 25       | Đan Mạch                             | 34.720     | 30.996     | 27.414    | 27.029    | 25.649    | 27.970    | TBA       |
| 26       | Thụy Sĩ                              | 33.123     | 31.475     | 28.750    | 29.738    | 28.423    | 28.740    | TBA       |
| 27       | Bỉ                                   | 29.144     | 26.231     | 23.939    | 23.227    | 21.572    | 18.914    | TBA       |
| 28       | Na Uy                                | 24.293     | 23.110     | 21.425    | 22.708    | 21.157    | 19.928    | TBA       |
| 29       | Phần Lan                             | 18.236     | 15.953     | 15.043    | 13.831    | 14.660    | 16.204    | TBA       |
| Tất cả   | Tổng                                 | 12.922.151 | 10.012.735 | 7.943.651 | 7.874.312 | 7.572.352 | 6.847.678 | 6.014.032 |